# Пивоваров, Валентин Васильевич
Валентин Васильевич Пивоваров (12 февраля 1921 — 22 апреля 1995) — советский хозяйственный, государственный и политический деятель.

## Биография
Родился в 1921 году. Член ВКП(б).
С 1941 года — на хозяйственной, общественной и политической работе. В 1941—1964 гг. — курсант Школы среднего командного состава НКВД СССР, дежурный по приемной секретаря ЦК ВКП(б), окончил Киевский государственный университет, секретарь Н. С. Хрущева, заместитель, первый заместитель, управляющий делами ЦК КПСС, начальник Главного архивного управления при Совете Министров РСФСР, заместитель начальника Главного управления по жилищному и гражданскому строительству при Мосгорисполкоме по кадрам.
Избирался депутатом Верховного Совета РСФСР 5-го созыва.
Похоронен на Кунцевском кладбище.